# Vliegende slaapmuizen
De vliegende slaapmuizen (Idiurus) zijn een geslacht van zoogdieren uit de familie van de stekelstaarteekhoorns (Anomaluridae). De wetenschappelijke naam van het geslacht werd in 1894 gepubliceerd door Paul Matschie.

## Soorten
Er worden 2 soorten in dit geslacht geplaatst:
- Idiurus macrotis G. S. Miller, 1898 - Grootorige vliegende slaapmuis
- Idiurus zenkeri Matschie, 1894 - Zenkers vliegende slaapmuis